# Lindsay Arnold
Lindsay Arnold Cusick (Provo, Utah, 11 de enero de 1994) es una bailarina de salón y coreógrafa estadounidense. Es más conocida por haber sido concursante de So You Think You Can Dance y por ser una de las bailarinas profesionales de Dancing with the Stars de ABC.

## Primeros años
Arnold, nacida y criada en Provo, Utah, es la mayor de cuatro hijas. Los nombres de sus padres son Josh y Mindy. Los nombres de sus hermanas son Jensen, Brynley y Rylee. Arnold comenzó a bailar a la edad de cuatro años en clases de ballet y jazz. A la edad de ocho años, comenzó a participar en concursos de bailes de salón.

## Carrera

### So You Think You Can Dance
A la edad de 18 años, Arnold hizo una audición para la novena temporada de So You Think You Can Dance. Llegó a los veinte finalistas. Su compañero fue el bailarín de fusión de artes marciales, Cole Horibe. Cuando sólo quedaban diez bailarines, los concursantes cambiaban de pareja a un nuevo All-Star cada semana. Mientras se dirigía a los 8 mejores bailarines, Arnold fue emparejada con los bailarines Jakob Karr y Alex Wong. Aunque fue eliminada el 29 de agosto de 2012, recibió elogios repetidos de los jueces sobre su versatilidad como bailarina y su calidad de estrella. Después de la temporada, se presentó en la gira 30-city.

### Dancing with the Stars
Arnold se convirtió en una bailarina profesional en Dancing with the Stars desde la temporada 16 en 2013; en ese momento, fue la segunda bailarina más joven en la historia del programa después de Julianne Hough, quien se unió al programa a los 18 años. Fue emparejada con el boxeador profesional Victor Ortiz, terminando en el octavo puesto habiendo sido eliminados en la semana seis de la competencia. Ella regresó en la temporada 17 como miembro del cuerpo de baile del programa, y continuó ahí hasta la temporada 20. En 2015, fue promovida de nuevo como profesional en la temporada 21 en la cual fue emparejada con el miembro de la Guardia Nacional, Alek Skarlatos, llegando a la final y quedando en el tercer puesto.
En 2016, regresó como profesional para la temporada 22 y fue emparejada con el cantante de Boyz II Men, Wanya Morris; ellos llegaron a la semifinal pero fueron eliminados en una doble eliminación, terminando en el cuarto puesto a pesar de obtener el puntaje más alto de esa noche. Para la temporada 23 fue emparejada con el exjugador de fútbol americano de la NFL Calvin Johnson Jr., logrando llegar a la final y ubicándose en el tercer puesto.
En 2017, para la temporada 24 tuvo como pareja al ex receptor de béisbol la MLB, David Ross; a pesar recibir las puntuaciones más bajas, la pareja superó a muchas parejas con altos puntajes, logrando llegar a la final y terminando en el segundo puesto detrás de los ganadores Rashad Jennings y Emma Slater. Para la temporada 25 fue emparejada con el cantante y actor Jordan Fisher, con quien también llegó a la final siendo declarados los ganadores de la temporada, marcando así la primera victoria de Arnold. Establecieron el récord de la mayor cantidad de puntajes perfectos con un total de 9, además Arnold logró una hazaña aún no alcanzada, al terminar en cuarto, tercer, segundo y primer puesto en cuatro temporadas consecutivas.
En 2018, tuvo como pareja al ex baloncestista de la NBA Kareem Abdul-Jabbar para la temporada 26, siendo eliminados en la segunda semana en una doble eliminación y quedando en el séptimo puesto. Para la temporada 27 fue emparejada con el exfutbolista americano de la NFL, DeMarcus Ware, habiendo sido también eliminados en una doble eliminación y terminando en el séptimo puesto. Ese mismo año, Arnold formó parte de la serie derivada Dancing with the Stars: Juniors, donde fue la mentora del actor Miles Brown y su hermana y bailarina Rylee Arnold, quienes llegaron a la final y quedaron en el segundo puesto.
En 2019, tuvo como pareja para la temporada 28 al ex secretario de prensa de la Casa Blanca, Sean Spicer; fueron eliminados en la novena semana de competencia, ubicándose en el sexto puesto. En 2020, Arnold no participó en la temporada 29 debido a su embarazo. Regreso para la temporada 30 fue emparejada con la estrella de The Bachelor, Matt James, con quien llegó hasta la cuarta semana de competencia siendo eliminados en una doble eliminación, quedando en el decimosegundo puesto.

#### Rendimiento
| Temporada                                        | Pareja              | Puesto | Promedio |
| ------------------------------------------------ | ------------------- | ------ | -------- |
| 16                                               | Victor Ortiz        | 8.º    | 19.71    |
| 21                                               | Alek Skarlatos      | 3.º    | 25.18    |
| 22                                               | Wanya Morris        | 4.º    | 26.50    |
| 23                                               | Calvin Johnson Jr.  | 3.º    | 26.44*   |
| 24                                               | David Ross          | 2.º    | 24.20*   |
| 25                                               | Jordan Fisher       | 1.º    | 27.94    |
| 26                                               | Kareem Abdul-Jabbar | 7.º    | 20.00    |
| 27                                               | DeMarcus Ware       | 7.º    | 24.78    |
| 28                                               | Sean Spicer         | 6.º    | 18.00    |
| 30                                               | Matt James          | 12.º   | 19.50*   |
| * Promedios ajustados a una escala de 30 puntos. |                     |        |          |

- Temporada 16 con Victor Ortiz

| Semana | Baile / Canción                                  | Puntajes de los jueces | Puntajes de los jueces | Puntajes de los jueces | Resultado       |
| Semana | Baile / Canción                                  | C. I.                  | L. G.                  | B. T.                  | Resultado       |
| ------ | ------------------------------------------------ | ---------------------- | ---------------------- | ---------------------- | --------------- |
| 1      | Foxtrot / «Daylight»                             | 6                      | 6                      | 6                      | Sin eliminación |
| 2      | Jive / «Runaway Baby»                            | 6                      | 6                      | 6                      | Dos últimos     |
| 3      | Grupo de Freestyle / «The Rockafeller Skank»     | Sin puntos extras      | Sin puntos extras      | Sin puntos extras      | Salvados        |
| 3      | Contemporáneo / «Slow Dancing in a Burning Room» | 8                      | 7                      | 8                      | Salvados        |
| 4      | Pasodoble / «We Will Rock You»                   | 6                      | 6                      | 6                      | Dos últimos     |
| 5      | Vals vienés / «Never Tear Us Apart»              | 7                      | 7                      | 7                      | Dos últimos     |
| 6      | Rumba / «I Just Called to Say I Love You»        | 6                      | 6                      | 6                      | Eliminados      |
| 6      | Pasodoble en equipo / «Higher Ground»            | 7                      | 8                      | 7                      | Eliminados      |

- Temporada 21 con Alek Skarlatos

| Semana | Baile / Canción                              | Puntajes de los jueces | Puntajes de los jueces | Puntajes de los jueces | Resultado       |
| Semana | Baile / Canción                              | C. I.                  | L. G.                  | B. T.                  | Resultado       |
| --- | -------------------------------------------- | ---------------------- | ---------------------- | ---------------------- | --------------- |
| 1 | Foxtrot / «Ten Feet Tall»                    | 8                      | 7                      | 7                      | Sin eliminación |
| 2 | Jazz / «Don't Stop Believin»                 | 8                      | 7                      | 8                      | Salvados        |
| 2 | Quickstep / «American Girl»                  | 7                      | 7                      | 8                      | Salvados        |
| 3 | Tango / «Bad Things»                         | 8                      | 81/9                   | 8                      | Salvados        |
| 4 | Pasodoble / «Wake Me Up»                     | 8                      | 8                      | 8                      | Salvados        |
| 52 | Rumba / «Let It Go»                          | 8                      | 7/73                   | 7                      | Salvados        |
| 6 | Jive / «Jailhouse Rock»                      | 8                      | 8/74                   | 7                      | Salvados        |
| 7 | Vals vienés / «Haunted»                      | 9                      | 8                      | 8                      | Salvados        |
| 7 | Freestyle en equipo / «Ghostbusters»         | 9                      | 10                     | 9                      | Salvados        |
| 8 | Contemporáneo / «Holding Out for a Hero»     | 9                      | 8                      | 8                      | Salvados        |
| 8 | Duelo de Samba / «Lean On»                   | Sin puntos extras      | Sin puntos extras      | Sin puntos extras      | Salvados        |
| 9 | Salsa / «Back It Up»                         | 8                      | 8                      | 8                      | Salvados        |
| 9 | Pasodoble en equipo / «We Will Rock You»     | 8                      | 8                      | 8                      | Salvados        |
| 10 (Semifinal) | Vals / «America the Beautiful»               | 10                     | 10                     | 10                     | Salvados        |
| 10 (Semifinal) | Duelo de Chachachá / «Fun»                   | Sin puntos extras      | Sin puntos extras      | Sin puntos extras      | Salvados        |
| 10 (Semifinal) | Tango argentino / «Ex's & Oh's»              | 9                      | 9                      | 9                      | Salvados        |
| 11 (Final) | Rumba / «The Pieces Don't Fit Anymore»       | 9                      | 9                      | 9                      | Salvados        |
| 11 (Final) | Freestyle / «Marchin On»                     | 10                     | 10                     | 10                     | Salvados        |
| 11 (Final) | Rumba & Tango fusión / «A Sky Full of Stars» | 9                      | 9                      | 9                      | Tercer puesto   |
| 1Puntaje dado por el juez invitado Alfonso Ribeiro. 2Por los «cambios de pareja», Skarlatos bailó con Emma Slater y Arnold con Carlos PenaVega. 3Puntaje dado por el juez invitado Maksim Chmerkovskiy 4Puntaje dado por la juez invitada Olivia Newton-John. |                                              |                        |                        |                        |                 |

- Temporada 22 con Wanya Morris

| Semana | Baile / Canción                                                                    | Puntajes de los jueces | Puntajes de los jueces | Puntajes de los jueces | Resultado        |
| Semana | Baile / Canción                                                                    | C. I.                  | L. G.                  | B. T.                  | Resultado        |
| --- | ---------------------------------------------------------------------------------- | ---------------------- | ---------------------- | ---------------------- | ---------------- |
| 1 | Chachachá / «Motownphilly»                                                         | 8                      | 7                      | 8                      | Sin eliminación  |
| 2 | Salsa / «Echa Pa'lla (Manos Pa'rriba)»                                             | 8                      | 8                      | 8                      | Salvados         |
| 3 | Vals / «The Star-Spangled Banner»                                                  | 8                      | 8                      | 8                      | Salvados         |
| 4 | Samba / «Circle of Life»                                                           | 8                      | 9/91                   | 9                      | Salvados         |
| 52 | Tango / «Hold Back the River»                                                      | 8                      | 7/73                   | 8                      | Sin eliminación  |
| 6 | Jazz / «Bye Bye Bye»                                                               | 10                     | 9                      | 10                     | Salvados         |
| 7 | Foxtrot / «I Say a Little Prayer»                                                  | 9                      | 9                      | 9                      | Últimos salvados |
| 7 | Freestyle en equipo / «Super Bad», «Living in America» & «I Got You (I Feel Good)» | 9                      | 9                      | 10                     | Últimos salvados |
| 8 | Jive / «Can You Do This»                                                           | 8                      | 8                      | 9                      | Últimos salvados |
| 8 | Samba en equipo / «Jump in the Line (Shake, Senora)»                               | 10                     | 94                     | 10                     | Últimos salvados |
| 9 (Semifinal) | Pasodoble en trío / «Explosive»                                                    | 10                     | 10                     | 10                     | Eliminados       |
| 9 (Semifinal) | Charlestón / «Shame on Me»                                                         | 10                     | 10                     | 10                     | Eliminados       |
| 1Puntaje dado por la juez invitada Zendaya. 2Por los «cambios de pareja», Morris bailó con Witney Carson y Arnold con Von Miller. 3Puntaje dado por el juez invitado Maksim Chmerkovskiy. 4Puntaje dado por el público en lugar de Goodman. |                                                                                    |                        |                        |                        |                  |

- Temporada 23 con Calvin Johnson Jr.

| Semana | Baile / Canción                                      | Puntajes de los jueces | Puntajes de los jueces | Puntajes de los jueces | Puntajes de los jueces | Resultado        |
| Semana | Baile / Canción                                      | C. I.                  | L. G.                  | J. H.                  | B. T.                  | Resultado        |
| --- | ---------------------------------------------------- | ---------------------- | ---------------------- | ---------------------- | ---------------------- | ---------------- |
| 1 | Chachachá / «That's What I Like»                     | 7                      | 6                      | 6                      | 7                      | Sin eliminación  |
| 2 | Foxtrot / «As Days Go By»                            | 7                      | 7                      | 7                      | 7                      | Salvados         |
| 3 | Vals vienés / «It's a Woman's World»                 | 8                      | 8                      | 8                      | 8                      | Salvados         |
| 4 | Charlestón / «Bella Donna Twist»                     | 8                      | —                      | 7                      | 8                      | Salvados         |
| 5 | Jazz / «Ain't No Mountain High Enough»               | 8                      | —                      | 8                      | 8                      | Sin eliminación  |
| 6 | Tango argentino / «Hotel California»                 | 9                      | 101                    | 9                      | 9                      | Últimos salvados |
| 7 | Jive / «Good Golly, Miss Molly»                      | 9                      | 9                      | 9                      | 9                      | Salvados         |
| 7 | Freestyle en equipo / «The Skye Boat Song»           | 10                     | 9                      | 9                      | 10                     | Salvados         |
| 8 | Quickstep / «Dr. Bones»                              | 10                     | —                      | 10                     | 10                     | Salvados         |
| 8 | Duelo de Jive / «The Purple People Eater»            | Sin puntos extras      | Sin puntos extras      | Sin puntos extras      | Sin puntos extras      | Salvados         |
| 9 | Vals / «Memory»                                      | 9                      | 92                     | 10                     | 9                      | Salvados         |
| 9 | Pasodoble en equipo / «No Good»                      | 9                      | 92                     | 10                     | 9                      | Salvados         |
| 10 (Semifinal) | Tango / «Seven Nation Army»                          | 8                      | —                      | 9                      | 9                      | Últimos salvados |
| 10 (Semifinal) | Salsa en trío / «Limbo»                              | 10                     | —                      | 10                     | 10                     | Últimos salvados |
| 11 (Final) | Vals vienés / «I Am Your Man»                        | 8                      | 9                      | 9                      | 9                      | Salvados         |
| 11 (Final) | Freestyle / «Please Mr. Postman» & «I Want You Back» | 10                     | 10                     | 10                     | 10                     | Salvados         |
| 11 (Final) | Jive & Quickstep fusión / «Tutti Frutti»             | 10                     | 10                     | 10                     | 10                     | Tercer puesto    |
| 1Puntaje dado por el juez invitado Pitbull en lugar de Goodman. 2Puntaje dado por la juez invitada Idina Menzel en lugar de Goodman. |                                                      |                        |                        |                        |                        |                  |

- Temporada 24 con David Ross

| Semana | Baile / Canción                                                                            | Puntajes de los jueces | Puntajes de los jueces | Puntajes de los jueces | Puntajes de los jueces | Resultado        |
| Semana | Baile / Canción                                                                            | C. I.                  | L. G.                  | J. H.                  | B. T.                  | Resultado        |
| --- | ------------------------------------------------------------------------------------------ | ---------------------- | ---------------------- | ---------------------- | ---------------------- | ---------------- |
| 1 | Quickstep / «Go, Cubs, Go»                                                                 | 7                      | 7                      | 7                      | 7                      | Sin eliminación  |
| 2 | Chachachá / «Bust a Move»                                                                  | 7                      | 6                      | 7                      | 7                      | Salvados         |
| 3 | Jazz / «Candy Shop»                                                                        | 8                      | 7                      | 8                      | 8                      | Salvados         |
| 4 | Vals vienés / «Forever Young»                                                              | 7                      | 8                      | 8                      | 8                      | Salvados         |
| 5 | Jive / «Ride»                                                                              | 7                      | 7                      | 8                      | 7                      | Salvados         |
| 6 | Tango argentino / «I Want You Back»                                                        | 7                      | 7                      | 81                     | 7                      | Salvados         |
| 6 | Freestyle en equipo / «Dancing Machine», «You Got It (The Right Stuff)» & «Best Song Ever» | 8                      | 8                      | 91                     | 8                      | Salvados         |
| 7 | Salsa / «Universal Mind Control»                                                           | 8                      | 8                      | 82                     | 8                      | Últimos salvados |
| 7 | Duelo de Jive / «Gimme Some Lovin'»                                                        | Sin puntos extras      | Sin puntos extras      | Sin puntos extras      | Sin puntos extras      | Últimos salvados |
| 8 | Vals / «Humble and Kin»d                                                                   | 9                      | 9                      | 9                      | 9                      | Salvados         |
| 8 | Pasodoble en trío / «Gangsta's Paradise»                                                   | 7                      | 7                      | 8                      | 7                      | Salvados         |
| 9 (Semifinal) | Foxtrot / «You Make Me Feel So Young»                                                      | 9                      | 8                      | 9                      | 8                      | Últimos salvados |
| 9 (Semifinal) | Tango / «Castle on the Hill»                                                               | 9                      | 9                      | 9                      | 9                      | Últimos salvados |
| 10 (Final) | Vals vienés / «Let's Hurt Tonight»                                                         | 8                      | 8                      | 9                      | 8                      | Segundo puesto   |
| 10 (Final) | Freestyle / «It Takes Two» & «Take Me Out to the Ball Game»                                | 10                     | 10                     | 10                     | 10                     | Segundo puesto   |
| 10 (Final) | Foxtrot & Salsa fusión / «Living»                                                          | 9                      | 9                      | 9                      | 9                      | Segundo puesto   |
| 1Puntaje dado por el juez invitado Nick Carter en lugar de Hough. 2Puntaje dado por la juez invitada Mandy Moore en lugar de Hough. |                                                                                            |                        |                        |                        |                        |                  |

- Temporada 25 con Jordan Fisher

| Semana                                                                                              | Baile / Canción                                          | Puntajes de los jueces | Puntajes de los jueces | Puntajes de los jueces | Resultado       |
| Semana                                                                                              | Baile / Canción                                          | C. I.                  | L. G.                  | B. T.                  | Resultado       |
| --------------------------------------------------------------------------------------------------- | -------------------------------------------------------- | ---------------------- | ---------------------- | ---------------------- | --------------- |
| 1                                                                                                   | Tango / «There's Nothing Holdin' Me Back»                | 8                      | 7                      | 7                      | Sin eliminación |
| 2                                                                                                   | Vals vienés / «Count on Me»                              | 8                      | 8                      | 8                      | Salvados        |
| 2                                                                                                   | Samba / «Mi Gente»                                       | 8                      | 8                      | 8                      | Salvados        |
| 3                                                                                                   | Charlestón / «The Glory Days»                            | 9                      | 7                      | 9                      | Sin eliminación |
| 4                                                                                                   | Contemporáneo / «Take Me Home»                           | 10                     | 9                      | 10                     | Salvados        |
| 5                                                                                                   | Foxtrot / «You're Welcome»                               | 10                     | 10                     | 10                     | Salvados        |
| 6                                                                                                   | Rumba / «Supermarket Flowers»                            | 10                     | 9/101                  | 10                     | Salvados        |
| 7                                                                                                   | Pasodoble / «Animals»                                    | 10                     | 10                     | 10                     | Salvados        |
| 7                                                                                                   | Freestyle en equipo / «Monster Mash»                     | 8                      | 8                      | 8                      | Salvados        |
| 8                                                                                                   | Quickstep / «Chuck Berry»                                | 10                     | 10                     | 10                     | Salvados        |
| 8                                                                                                   | Salsa en trío / «Que Viva la Vida»                       | 10                     | 10                     | 10                     | Salvados        |
| 9 (Semifinal)                                                                                       | Tango argentino / «Brother»                              | 9                      | 9                      | 10                     | Salvados        |
| 9 (Semifinal)                                                                                       | Jive / «Proud Mary»                                      | 10                     | 10                     | 10                     | Salvados        |
| 10 (Final)                                                                                          | Charlestón / «Bad Man»                                   | 10                     | 10/102                 | 10                     | Salvados        |
| 10 (Final)                                                                                          | Freestyle / «Puttin' on the Ritz 2017 (Jazzy Radio Mix)» | 10                     | 10/102                 | 10                     | Salvados        |
| 10 (Final)                                                                                          | Samba / «Mi Gente»                                       | 10                     | 10                     | 10                     | Ganadores       |
| 10 (Final)                                                                                          | Salsa & Pasodoble fusión / «Kill the Lights»             | 10                     | 10                     | 10                     | Ganadores       |
| 1Puntaje dado por la juez invitada Shania Twain. 2Puntaje dado por la juez invitada Julianne Hough. |                                                          |                        |                        |                        |                 |

- Temporada 26 con Kareem Abdul-Jabbar

| Semana                                              | Baile / Canción                                   | Puntajes de los jueces | Puntajes de los jueces | Puntajes de los jueces | Resultado  |
| Semana                                              | Baile / Canción                                   | C. I.                  | L. G.                  | B. T.                  | Resultado  |
| --------------------------------------------------- | ------------------------------------------------- | ---------------------- | ---------------------- | ---------------------- | ---------- |
| 1                                                   | Chachachá / «Signed, Sealed, Delivered I'm Yours» | 6                      | 5                      | 6                      | Salvados   |
| 2                                                   | Salsa / «La Malanga»                              | 6                      | 71/6                   | 6                      | Eliminados |
| 2                                                   | Freestyle en equipo / «... Baby One More Time»    | 8                      | 91/8                   | 8                      | Eliminados |
| 1Puntaje dado por el juez invitado Rashad Jennings. |                                                   |                        |                        |                        |            |

- Temporada 27 con DeMarcus Ware

| Semana | Baile / Canción                                        | Puntajes de los jueces | Puntajes de los jueces | Puntajes de los jueces | Resultado        |
| Semana | Baile / Canción                                        | C. I.                  | L. G.                  | B. T.                  | Resultado        |
| ------ | ------------------------------------------------------ | ---------------------- | ---------------------- | ---------------------- | ---------------- |
| 1      | Chachachá / «Sweet Sensation»                          | 8                      | 7                      | 8                      | Salvados         |
| 2      | Foxtrot / «The Boy from New York City»                 | 8                      | 8                      | 8                      | Salvados         |
| 2      | Quickstep / «Ladies Man»                               | 8                      | 7                      | 8                      | Salvados         |
| 3      | Tango argentino / «Lux Aeterna»                        | 9                      | 8                      | 9                      | Salvados         |
| 4      | Pasodoble en trío / «Fire»                             | 7                      | 7                      | 8                      | Salvados         |
| 5      | Charlestón / «A Star Is Born»                          | 9                      | 8                      | 9                      | Últimos salvados |
| 6      | Salsa / «Under Your Spell»                             | 8                      | 9                      | 9                      | Salvados         |
| 7      | Vals vienés / «Tennessee Whiskey»                      | 9                      | 9                      | 9                      | Eliminados       |
| 7      | Freestyle en equipo / «Country Girl (Shake It for Me)» | 9                      | 8                      | 9                      | Eliminados       |

- Temporada 28 con Sean Spicer

| Semana | Baile / Canción                                                   | Puntajes de los jueces | Puntajes de los jueces | Puntajes de los jueces | Resultado       |
| Semana | Baile / Canción                                                   | C. I.                  | L. G.                  | B. T.                  | Resultado       |
| --- | ----------------------------------------------------------------- | ---------------------- | ---------------------- | ---------------------- | --------------- |
| 1 | Salsa / «Spice Up Your Life»                                      | 4                      | 4                      | 4                      | Sin eliminación |
| 2 | Tango / «Shut Up and Dance»                                       | 6                      | 5                      | 5                      | Salvados        |
| 3 | Chachachá / «Night Fever»                                         | 5                      | 5                      | 5                      | Salvados        |
| 4 | Pasodoble / «Bamboleo»                                            | 5/61                   | 5                      | 5                      | Salvados        |
| 5 | Quickstep / «You've Got a Friend in Me»                           | 7                      | 6                      | 6                      | Sin eliminación |
| 6 | Vals vienés / «Somebody to Love»                                  | 7                      | 7                      | 7                      | Salvados        |
| 7 | Jive / «Monster Mash»                                             | 6                      | 6                      | 6                      | Salvados        |
| 7 | Freestyle en equipo / «Sweet Dreams»                              | 8                      | 8                      | 8                      | Salvados        |
| 82 | Jazz / «Come Sail Away»                                           | 7                      | 7                      | 6                      | Salvados        |
| 82 | Duelo de Chachachá / «Gonna Make You Sweat (Everybody Dance Now)» | Sin puntos extras      | Sin puntos extras      | Sin puntos extras      | Salvados        |
| 92 | Tango argentino / «Bills, Bills, Bills»                           | 7                      | 6/73                   | 6                      | Eliminados      |
| 92 | Foxtrot / «Story of My Life»                                      | 6                      | 6/63                   | 6                      | Eliminados      |
| 1Puntaje dado por la juez invitada Leah Remini. 2Debido a problemas personales, Jenna Johnson reemplazó a Arnold. 3Puntaje dado por el juez invitado Joey Fatone. |                                                                   |                        |                        |                        |                 |

- Temporada 30 con Matt James

| Semana | Baile / Canción                  | Puntajes de los jueces | Puntajes de los jueces | Puntajes de los jueces | Puntajes de los jueces | Resultado       |
| Semana | Baile / Canción                  | C. I.                  | L. G.                  | D. H.                  | B. T.                  | Resultado       |
| ------ | -------------------------------- | ---------------------- | ---------------------- | ---------------------- | ---------------------- | --------------- |
| 1      | Chachachá / «Give It to Me Baby» | 6                      | 6                      | 6                      | 6                      | Sin eliminación |
| 2      | Samba / «Levitating»             | 5                      | 5                      | 6                      | 6                      | Salvados        |
| 3      | Tango / «Scream & Shout»         | 7                      | 6                      | —                      | 7                      | Salvados        |
| 4      | Quickstep / «The Incredits»      | 6                      | 6                      | 7                      | 7                      | Eliminados      |
| 4      | Pasodoble / «Jungle»             | 8                      | 7                      | 8                      | 8                      | Eliminados      |

## Vida personal
El 18 de junio de 2015, se casó con su novio de la escuela secundaria, Samuel Lightner Cusick. Arnold y Cusick intercambiaron votos en una ceremonia mormona privada en el Templo de Salt Lake City en Salt Lake City. Sus compañeras bailarinas de Dancing with the Stars Brittany Cherry, Jenna Johnson y Emma Slater estuvieron entre sus damas de honor, con Witney Carson sirviendo como su dama de honor principal. Su primera hija nació en noviembre de 2020. Anunció que estaba embarazada de su segundo hijo en octubre de 2022. Su segunda hija, June, nació en mayo de 2023.